# Pravinaria
Pravinaria là một chi thực vật có hoa trong họ Thiến thảo (Rubiaceae).

## Loài
Chi Pravinaria gồm các loài: